# 火正神社
火正神社（かしょうじんじゃ）は、千葉県東金市東金にある神社。

## 概要
1614年、福島藩祖の板倉重昌が徳川家康と共に東金に来訪したことが発端。隔年（西暦奇数年）に行われる『火正神社例大祭』で神輿渡御が行われる。

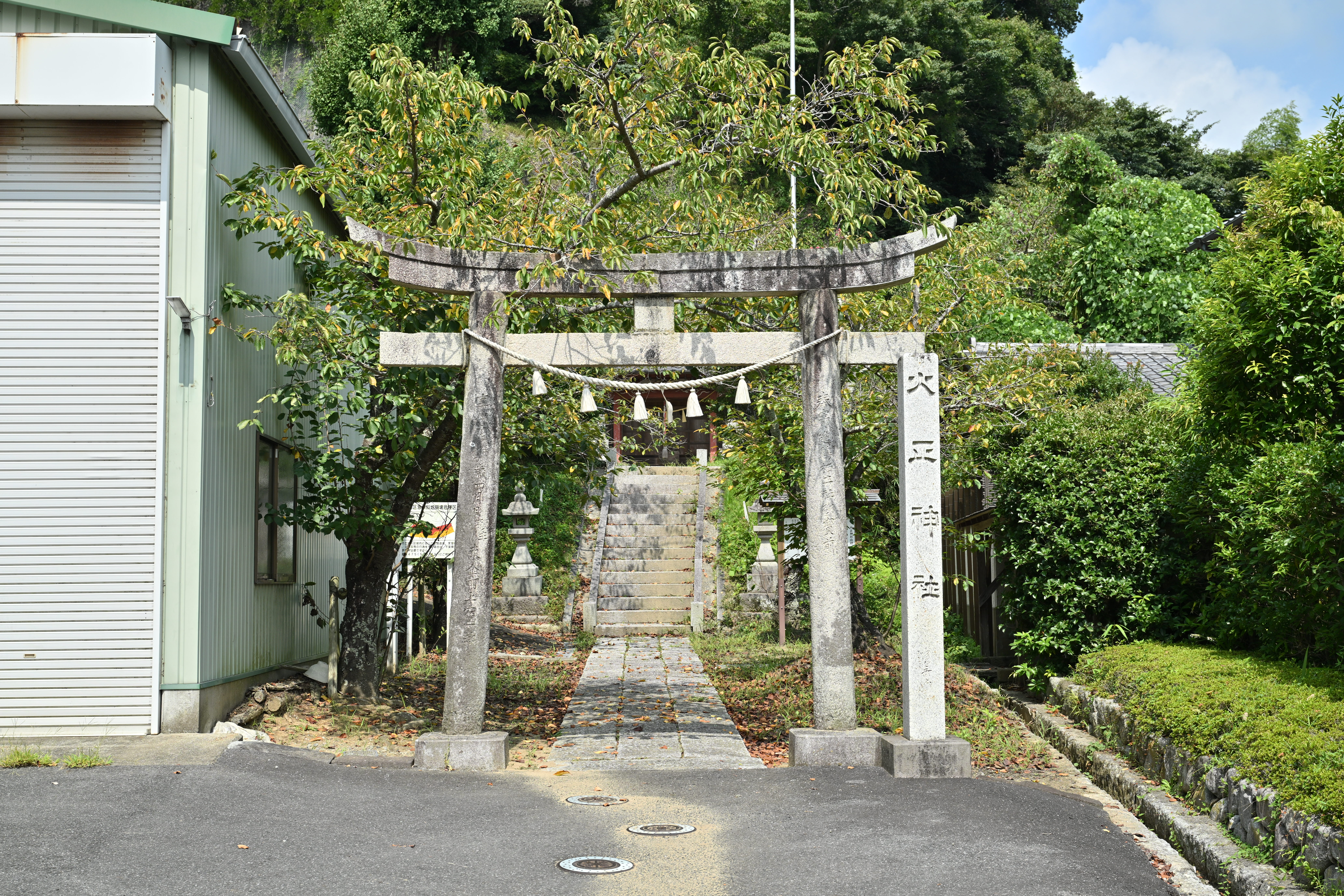
鳥居
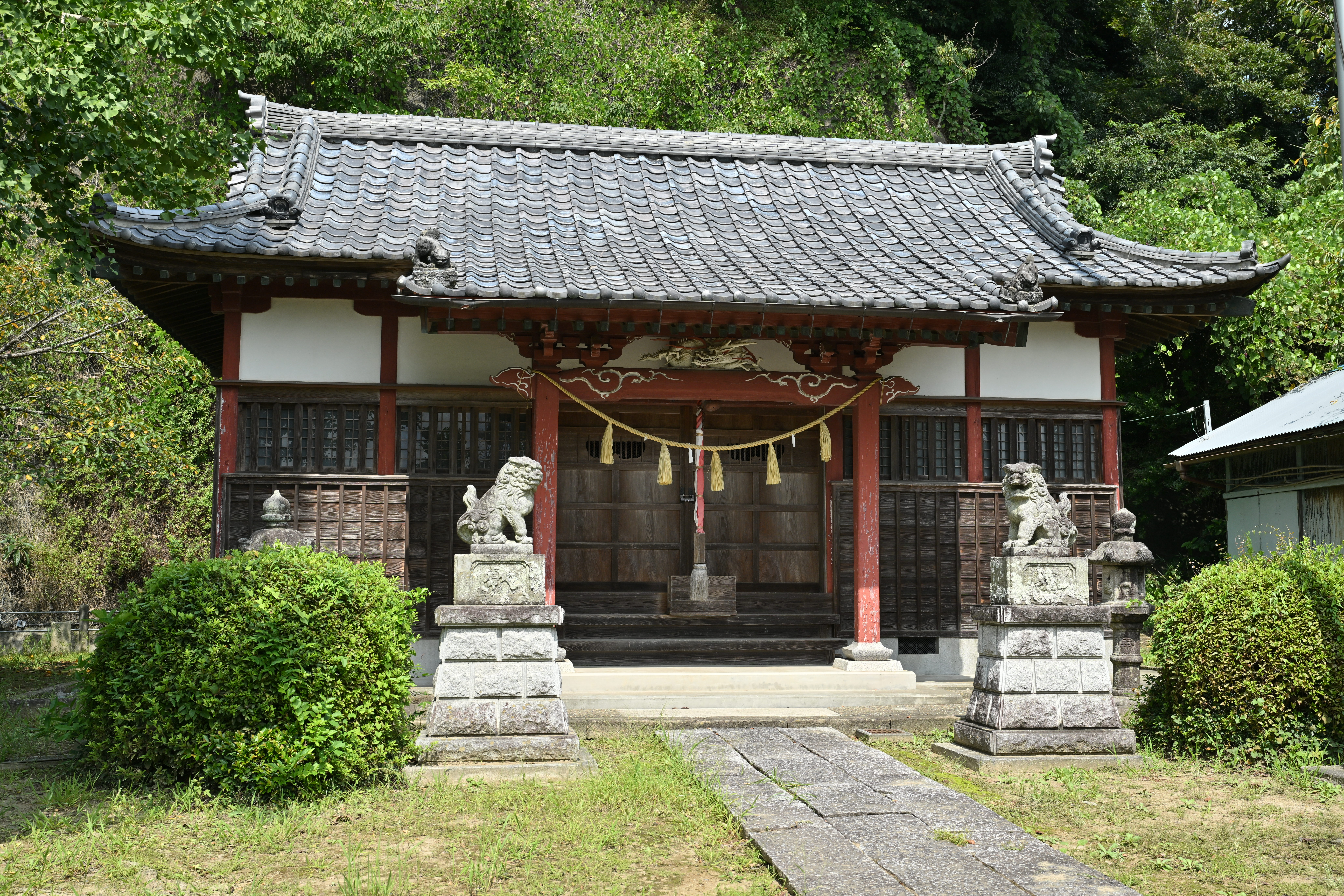
本殿
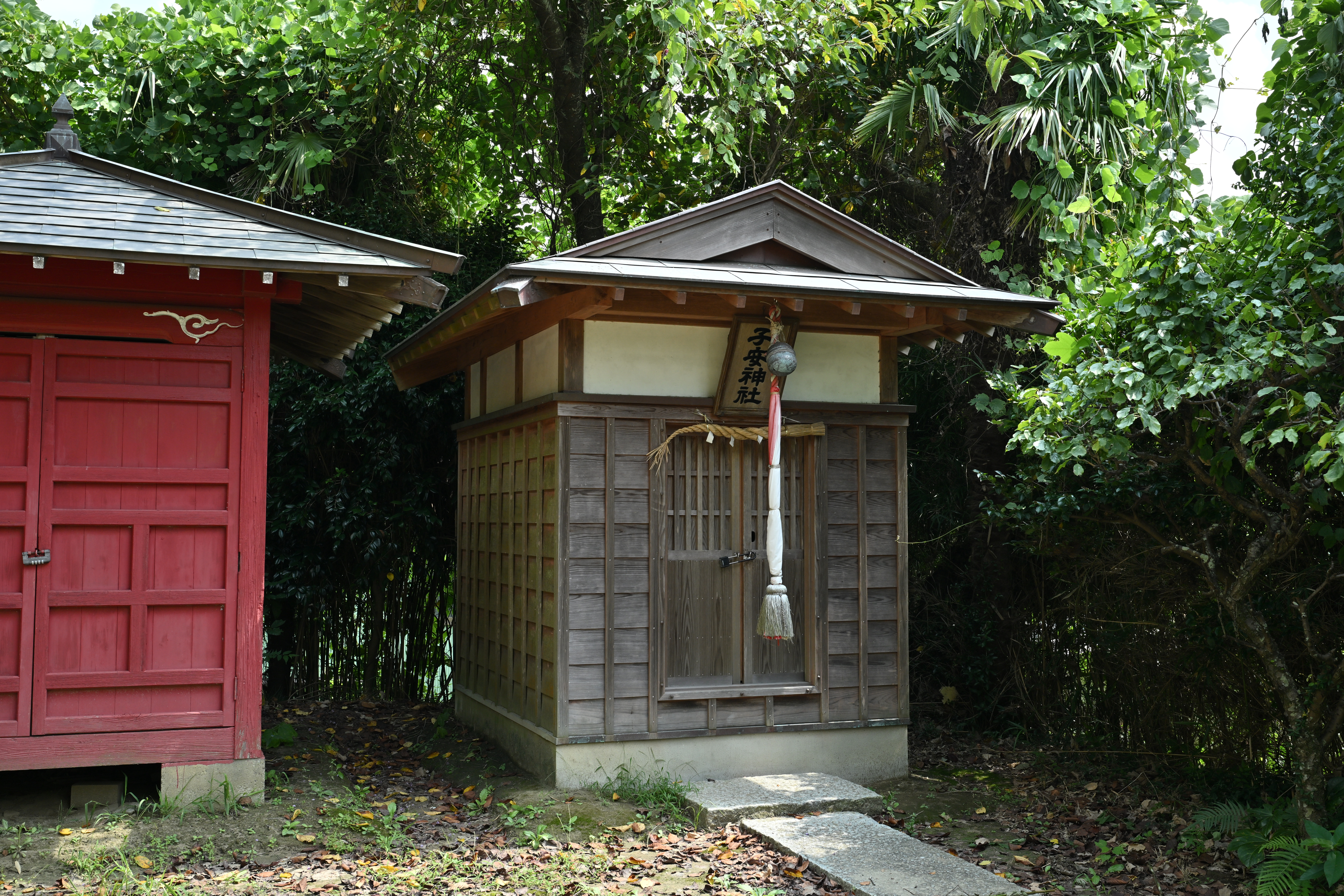
境内社（子安神社）

## 神紋

みつどもえ 三つ巴

## 所在地
所在地
- 千葉県東金市東金1352番地

交通
- 東金駅（JR東日本東金線）徒歩9分